# Марія Єлизавета Баварська
Марія Єлизавета Баварська (нім. Maria Elisabeth in Bayern, 1784—1849) — баварська принцеса, у шлюбі — принцеса Ваграмська, княгиня Невшательська. Донька герцога Вільгельма Баварського та Марії Анни Цвайбрюкен-Біркенфельдської, дружина французького маршала часів першої імперії Луї-Александра Бертьє.

## Біографія
Марія Єлизавета народилась 5 травня 1784 року в Ландсхуті в родині Вільгельма Біркенфельд-Ґельнхаузенського та Марії Анни Цвайбрюкен-Біркенфельдської. Через два роки у дівчинки з'явився молодший брат Пій Август. Їхній батько 1789 року успадкував від старшого брата пфальцграфство Біркенфельд-Ґельнхаузен. 1799-го він став герцогом Баварії.
У 1807 році з'явилися чутки про можливий шлюб Марії Єлизавети із імператором Францем II, що мав намір знайти третю дружину. Та вже 9 березня 1808 року відбулося весілля принцеси із наполеонівським маршалом Луї-Александром Бертьє, що мав титули князя Невшательського та герцога Валанженского. Шлюб був здійснений за прямою вказівкою імператора Наполеона. Дядько Марії Єлизавети, Максиміліан Йозеф, надав молодятам як резиденцію Neue Residenz у Бамбергу. У 1809 році Наполеон надав Луї-Александру титул принца Ваграмського. 1810 року Марія Єлизваета народила першого з трьох дітей.
Після зречення Наполеона Луї-Александр перейшов на службу до Людовіка XVIII. Загинув за нез'ясованих обставин під час Ста днів 1 червня 1815 року. Вісім з половиною місяців потому Марія Єлизавета народила меншу доньку, яку назвали Марія Анна Вільгельміна Александріна Єлизавета.
Померла Марія Єлизавета через 34 роки після смерті чоловіка 1 червня 1849 року.

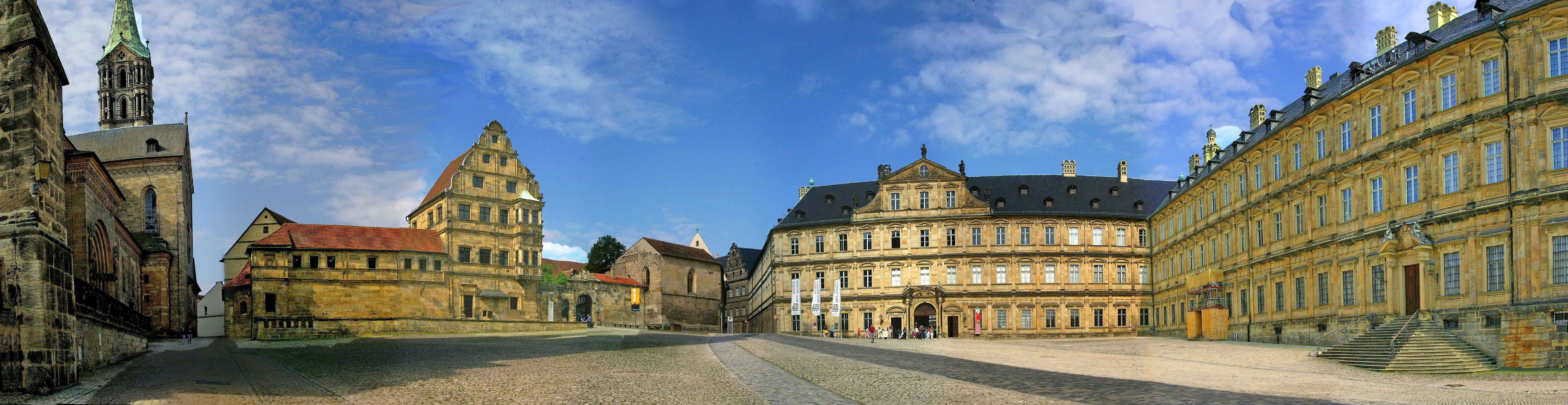
Бамберзька резиденція

## Родина
Чоловік  — Луї-Александр Бертьє
Діти:
- Наполеон Александр (1810—1887) — наступний принц Ваграмський, одружений із племінницею шведської королеви Зєнаїдою Франсуазою Кларі, мав сина і двох доньок.
- Кароліна Жозефіна (1812—1905) — одружена із графом де Хатпулом Альфонсом Наполеоном.
- Марія Анна Вільгельміна (1816—1878) — одружена із Шарлем Луї ле Брюном, третім герцогом П'яченци, мала єдину доньку.